# Saint-Didier-des-Bois
Saint-Didier-des-Bois ist eine französische Gemeinde mit 895 Einwohnern (Stand: 1. Januar 2022) im Département Eure in der Region Normandie (vor 2016 Haute-Normandie). Die Gemeinde gehört zum Arrondissement Bernay und zum Kanton Grand Bourgtheroulde. Die Einwohner werden Saint Désiriens genannt.

## Geografie
Saint-Didier-des-Bois liegt in Nordfrankreich etwa 20 Kilometer südsüdwestlich von Rouen. Umgeben wird Saint-Didier-des-Bois von den Nachbargemeinden Saint-Pierre-lès-Elbeuf im Norden, La Haye-Malherbe im Osten, Vraiville im Süden, Mandeville im Südwesten, La Harengère im Südwesten und Westen, Saint-Germain-de-Pasquier im Westen sowie Saint-Cyr-la-Campagne im Westen und Nordwesten.

## Bevölkerungsentwicklung
| Jahr                       | 1962 | 1968 | 1975 | 1982 | 1990 | 1999 | 2006 | 2019 |
| -------------------------- | ---- | ---- | ---- | ---- | ---- | ---- | ---- | ---- |
| Einwohner                  | 345  | 410  | 475  | 760  | 844  | 787  | 793  | 886  |
| Quellen: Cassini und INSEE |      |      |      |      |      |      |      |      |

## Sehenswürdigkeiten

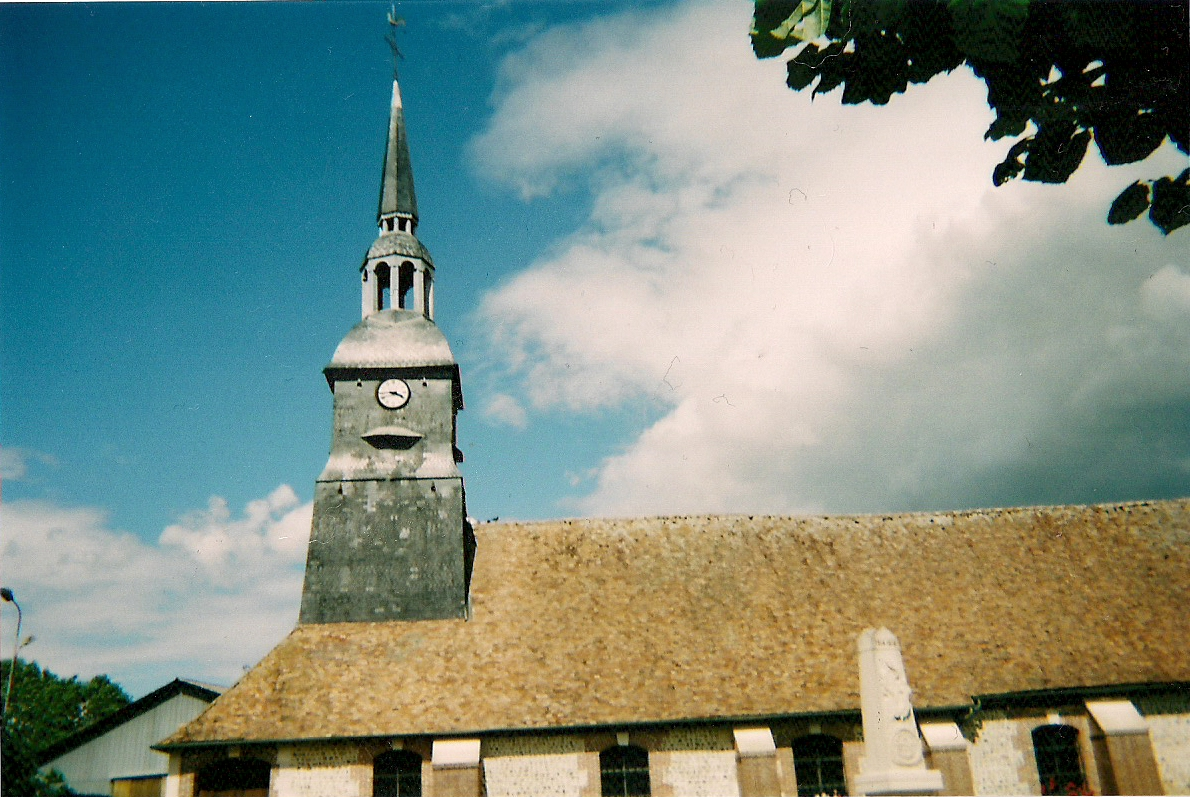
Kirche Saint-Didier

- Kirche Saint-Didier